# 国鉄419系・715系電車
419系・715系電車（419けい・715けいでんしゃ）は、日本国有鉄道（国鉄）が設計・改造した近郊形電車である。
種車は交流直流両用電車であったが、改造後に投入される線区に応じて電源切替機能を残置した419系電車と交流側に固定し交流専用とした715系電車の2系列がある。

## 概要
地方都市圏の普通列車電車化を目的として、当時余剰となっていた特急形電車の581系・583系を種車に改造した車両である。
1984年（昭和59年）に交流専用の715系0番台が長崎本線・佐世保線用に、続いて1985年（昭和60年）に寒冷地対応形の715系1000番台が東北本線（仙台地区）に、交流直流両用の419系が北陸本線に投入された。
改造は経費の節減と当時の車両の余命も考慮して種車となる581・583系の基本構造を活かし、内容は近郊形電車として使用するための最小限度での工程とした。そのため、近郊形電車としては極めて特異な外観を有する車両となった。

### 登場の背景

#### 「電車型ダイヤ」の拡大
1982年（昭和57年）11月15日国鉄ダイヤ改正では、従来の長大編成・不等時隔のいわゆる「汽車型ダイヤ」から、短編成・等時隔頻繁運転のいわゆる「電車型ダイヤ（シティ電車）」への列車運行形態の転換を、山陽本線で実施した。これは利用者から好評をもって迎えられ、国鉄はこれを全国の地方都市圏に拡大していくことになった。
直流電化区間では、従来からの車両に対し中間車への運転台設置改造や先頭車の新製を行って短編成化し、車両数を極力増やさずに編成本数増を行って対応したが、地方交流電化区間の普通列車は郵便荷物輸送の問題から電気機関車牽引に代わっただけの客車や電化前から使用されていた気動車がそのまま投入されていた。しかし、多くの電気機関車は貨物列車牽引に必要な高牽引力重視のため高速性能が劣る上に、客車列車では起終点駅での機回しが必要で電車型ダイヤに対応できないことから、新たな交流用および交直流両用の近郊形電車が大量に必要となった。このころには急行列車の廃止により余剰車が多数発生したことから、455系・457系・475系などの交直流急行形電車に近郊用転用改造が施工されていた。

#### 581・583系の余剰
一方で、同ダイヤ改正では、利用低迷に伴い、中京 - 関西圏と九州を結ぶ寝台特急「金星」「明星」が廃止・削減され、向日町運転所所属の581・583系電車に大量の余剰が発生した。
581・583系電車は、昼夜兼行で運転するため座席をボックスシートとしたことにより、昼行特急車両として設備面で見劣りし、個人志向の強まりによるボックスシート敬遠傾向の強まりもあって、昼行特急への転用が難しい状況にあった。

#### 417系・713系の量産頓挫
交流区間における「電車型ダイヤ」に適した近郊形電車としては、既に1978年（昭和53年）に片側2扉クロスシートの417系が開発され、仙台地区に15両が投入されていた。しかし同系列の落成時期は、1970年代末期から1980年代の国鉄の累積債務問題が議論され、国鉄改革が急務とされた時期と重なり主にコスト面での問題から、これ以上の量産投入はなされなかった。
また、前述の1982年（昭和57年）11月改正に先立つ同年9月頃に国鉄部内で「昭和57年度第二次債務車両」の新製計画がなされていたが、この中には九州地区の電化区間の気動車列車・客車列車を電車化して要員合理化を行うことを目的に、713系電車の80両新製が計画・提案されていた。しかし、この計画は局長会議にて前述の余剰581・583系を引き合いに、「なんで新製する必要があるのか」「他に余剰電車はないのか」と新製に疑問が呈され、「（引用注：九州地区は）本来巨額の投資を行わないで合理化を行う地区」という理由によって承認されず、差し戻しとなってしまった。このため、713系は試作車という位置づけに目的を変更し、4編成8両のみの投入となった。

#### 581・583系改造への決断
前述の局長会議で、当時の車両局長は「あれ（引用注：581・583系）は寝台専用の電車であって、普通列車には不適当である」旨を述べたものの、会議参加者からは「使用できないと誰が判断したのか」「同じ電車であり、改造して使用すれば良い」といった意見が出されていた。
差し戻しを受けて国鉄車両局では善後策として余剰581・583系の具体的使用法の検討を始め、経費的にも最小限度の改造を施工し、地方都市の電車化に使用することとなった。そもそも581・583系は、交直流電車であり、線区によって必要な抑速ブレーキがあることや、座席配置がボックスシートであること、後述の投入先では特急電車として走行実績があること、さらに冷房装置を備えており、かつ空気ばね台車で乗客へのサービス向上が図られるといった、一応の利点もあった。
投入先については、713系が投入予定だった九州地区の長崎本線・佐世保線、また、以前から電車化の要望があり、ある程度頻度の列車設定ができ、気動車・客車列車が多い地区である、東北本線（仙台地区）、北陸本線が選定された。

## 主な改造内容
種車となる581・583系の車齢は13 - 16年であるが、車両の運用密度から計算した車齢は17 - 21年となり、残存寿命は特急または急行に転用した場合で4 - 5年、近郊形に転用した場合で7 - 8年と見込まれた。このため、1編成当たりの改造費用（715系0番台の場合）は約1億円であり、投資を回収するには7年 - 8年を要した。別な文献においては、当初計画では2全検相当・8年程度の使用期間（つまり、1991年から1993年頃に本形式を淘汰する予定）を見込んでいた。
改造費用は極力抑えられ、1両あたり約1,000万円で施工することが求められていた。しかし、国鉄および民営化した旅客鉄道会社の運用事情を考慮すると、実際には8年程度での廃車は困難であったことから、旅客鉄道会社に引き継がれた715系1000番台や419系では、それ以上の期間を考慮した改造工事（特別保全工事等）を施工している。
主な改造内容を以下に示す。
扉の増設
- 種車が特急形車両で乗降扉が1両あたり片側1か所しかないため、1か所増設し片側2か所配置とした。既設の扉は幅700mmの折戸のまま手を加えず、増設扉も既設扉と同じ構造とされたため、近郊形電車では前例のない幅の狭さとなった。
  - 引き戸方式の扉増設などは、台枠の大きな改造を伴うことから、改造費用の観点から不可能であった[5]。
- デッキと客室間の仕切は配電盤部分を除いて撤去。
- 戸閉回路はどの運転台からも開閉できる方式に変更。

窓の開閉可能化
- 種車の側窓は固定式であったが、混雑時等の換気を考慮し1両につき片側3か所が上段下降・下段上昇に開閉可能な4分割ユニット窓へ交換。窓の日除けは巻上カーテンとした。
  - 全窓開閉可能にすることも検討されたが、冷房装置を搭載していることから部分的な交換にとどめられた。

中間車の先頭車化改造
- 特急時代に10 - 13両編成で使用されていた車両を、導入線区の輸送量に合わせて715系は4両編成、419系は3両編成とそれぞれ短編成化して使用することから、715系は制御車、419系は制御電動車がそれぞれ不足した。そのため、以下に示す中間車は運転台取付の改造が施工された。
  - サハネ581形→クハ714形・クハ715形（100番台・1100番台）・クハ418形
  - モハネ583形→クモハ419形
- 工法は、改造期間を短縮するため中間車端部のトイレ・洗面所・寝台4区画分を台枠ごと切断し、あらかじめ製造しておいた運転台ブロック・増設客扉・客室を接合する方式（ブロック接合工法）である。
- 新設運転台はクモニ143形に類似した非貫通切妻構造であるが、種車の特徴である深い屋根構造による車体の高さをそのまま残したため、食パンを思わせる六角形の特徴的な断面となり「食パン列車」とも称された[6][7][8][9]。
- クハ714形0番台ならびにクハ418形は、編成中の補助電源と圧縮空気供給用に電動発電機 (MG) ・空気圧縮機 (CP) を新たに床下搭載した。
  - MGは急行形電車廃車発生品となる容量110kVAの物に脈流対策等を施工した。クハネ581形改造車のMGは150kVAであるため比較すると容量が若干小さいが、4両給電で冷房能力も小さいので問題はない。

座席の改造
- 座席⇔寝台の転換機能を封印するためボルトで固定。扉付近はボックスシートからロングシート（105系新造車グループや415系500番台と同様の低座面かつ奥行きが深い形状）に変更された。荷棚はクロスシート部分は中・上段寝台の寝台舟に取付けられているものをそのまま使用し、ロングシート部分は中・上段寝台を撤去して新造の荷棚を設置した。

一部トイレの撤去
- 種車は1両に2か所のトイレと洗面所を設置していたが、トイレを偶数向き先頭車1両に1か所の車端側のみ残して、他の車両では撤去して扉増設スペースとした。偶数向き先頭車に残るもう1か所のトイレは業務用室（物置）扱いとして閉鎖。
- 洗面所は洗面器・冷水機等を外したが、洗面台自体は構造が頑丈なため撤去が困難なことや撤去跡にロングシートを設けた場合にロングシートがトイレ出入口を向くこと、使用地域が混雑区間ではないことから骨組みは撤去せず台座部にカバーを被せて使用不可とした。

走行性能の変更
- 電動車の歯車比は高速向きの3.50であったが、近郊形としては起動加速力を欠いて運用に適さないことから101系通勤形電車廃車発生品に交換して5.60とし普通列車運用に必要な加速力を確保した。このため従来の標準的な近郊形電車（歯車比4.82）に比べて加速性能は良いが高速性能では劣り最高速度は100km/hに低下。このため動力台車がDT32K形に変更された。
  - 大きい歯車比と重い車重から他系列電車が故障した際には、救援に投入された実績がある[10]。

第2パンタグラフの撤去
- 種車のモハネ580形・モハネ582形ではパンタグラフを1両あたり2基装備していたが、このうちユニット外側の第2パンタグラフは元々交流区間では使用していない上、交直両用の419系も性能的に1基で充分と判断されたことから撤去された。

### 本形式の問題点
この形式は、運行当初は気動車から電車化による列車の高頻度化に貢献したが、国鉄末期の財政状況に起因する極度な改造経費の節減を図ったため不十分・不合理な点が残り結果的には以下の問題点を抱えた。
- 583系時代からの昼夜兼行運用による累積走行距離過多や経年から、種車自体の老朽化が進行していた[11]。
- 片側2扉であるが、増設扉も含めて種車の幅700mm折戸を踏襲したため乗客の乗降に時間がかかり、列車遅延が生じやすい。
- 幅700mm折戸では一般的な車椅子用スロープを最大限に広げることができないため、車椅子での乗降の際にはさらに時間がかかり、場合によっては介助者3人がかりで車椅子を持ち上げなければ乗降できないケースもあるほか、電動車椅子など折りたためない車椅子での乗車は物理的に不可能である。
- 特急型時代の間隔や幅が広いシートをそのまま流用しており、定員が少なく通路も狭い。そのため乗客の詰込みには不向きである。
- AU41形床置式冷房装置の設置スペースによる客室分断（モハ714形・モハ418形）・クハネ581形改造車の機器室・撤去されなかった洗面台やトイレスペースなど、無駄な区画（デッドスペース）が多く、収容力が削がれた[12]。
- 営業最高速度は100km/hであるが、同様の普通列車へ転用された457系急行形電車および車体更新車の413系・717系電車は110km/hのままであることが原因で、共通運用が組めない。
- 側窓が小さく採光が十分でないため、車内が比較的暗い[13]。
- 天井に寝台の収容部分が残っているために天井が低く、全体的に圧迫感がある。

このように本系列はラッシュ対策を中心とした問題点が多数発生し、民営化後は新車の導入により715系は改造から13年前後で廃車となったが、419系は整備新幹線開業における並行在来線の問題から代替車両の導入が進まず、改造後22-27年も使用されることとなった。

## 形式および番台区分

### 715系0番台

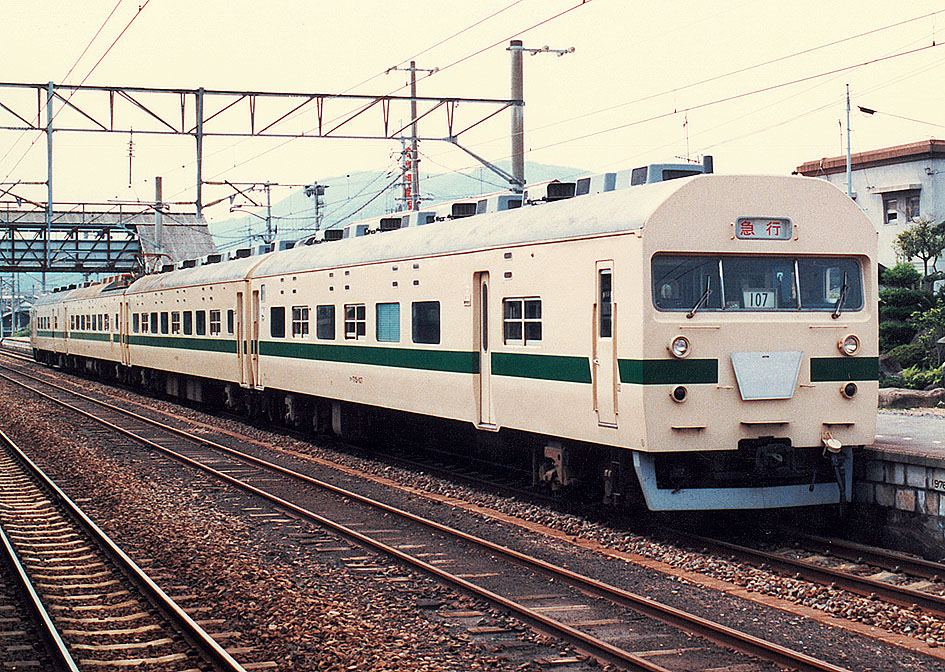
登場時の715系0番台

1984年2月ダイヤ改正に合せて長崎本線・佐世保線用に48両が改造された交流専用車。改造は小倉工場（現・小倉総合車両センター）・松任工場（現・金沢総合車両所）。
モハ715形・モハ714形
モハネ581形・モハネ580形改造の中間電動車。種車全車を改造したことにより交流電源周波数60 Hz専用の581系電動車が形式消滅した。

クハ715形0番台
クハネ581形改造の下り方（長崎・早岐方）制御車。種車のMG・CPは存置された。

クハ715形100番台
サハネ581形改造の上り方（鳥栖・佐世保方）制御車。
クモハ419同様、種車の前位側に運転台を有する。

クハ714形0番台
下り方制御車は種車のクハネ581形が不足したためにサハネ581形改造のクハ714形0番台2両が充当された。床下に110 KVA MGとCPを搭載する。
クハ418同様、種車の後位側に運転台を有し、ドアも2箇所ともに新設し直している。
4両編成12本（NM101 - 112編成）が組成され、全車南福岡電車区（現・南福岡車両区）に配置された。なおNM111・112編成がクハ714形を連結する編成とした。塗装は713系とともにクリーム1号地に緑14号帯が新規に設定された。
|           |           |           |                  |
| クハ715形 | モハ714形 | モハ715形 | クハ715形100番台 |

715系編成図。塗色は登場時のもの。2両の中間電動車を制御車で挟む4両編成。
| モハネ581 モハネ580 | 11   | 3    | 12   | 7    | 8    | 4    | 5    | 2    | 9    | 10   | 1    | 6    |
| モハ715 モハ714     | 1    | 2    | 3    | 4    | 5    | 6    | 7    | 8    | 9    | 10   | 11   | 12   |
| 改造施工            | 小倉 | 小倉 | 小倉 | 小倉 | 小倉 | 小倉 | 小倉 | 松任 | 松任 | 松任 | 小倉 | 松任 |
| サハネ 581          | 38   | 32   | 6    | 47   | 11   | 27   | 2    | 8    | 4    | 1    | 23   | 13   |
| クハ715 100番台     | 101  | 102  | 103  | 104  | 105  | 106  | 107  | 108  | 109  | 110  | 111  | 112  |
| 改造施工            | 小倉 | 小倉 | 松任 | 小倉 | 松任 | 小倉 | 小倉 | 小倉 | 松任 | 松任 | 小倉 | 松任 |
| クハネ 581          | 8    | 1    | 7    | 2    | 4    | 5    | 6    | 32   | 3    | 17   |      |      |
| クハ715 0番台       | 1    | 2    | 3    | 4    | 5    | 6    | 7    | 8    | 9    | 10   |      |      |
| 改造施工            | 小倉 | 小倉 | 松任 | 小倉 | 松任 | 小倉 | 小倉 | 松任 | 松任 | 松任 |      |      |
| サハネ 581          |      |      |      |      |      |      |      |      |      |      | 54   | 31   |
| クハ714 0番台       |      |      |      |      |      |      |      |      |      |      | 1    | 2    |
| 改造施工            |      |      |      |      |      |      |      |      |      |      | 小倉 | 小倉 |

### 715系1000番台
1985年3月のダイヤ改正に合せて仙台地区用に改造されたグループ。改造施工は、0番台を担当した小倉工場の他に郡山工場（現・郡山総合車両センター）・土崎工場（現・秋田総合車両センター）が担当した。なお番台区分に関しては仙台地区からの要望により、「センダイ（1000（番）台＝仙台）」の語呂合わせとなった。
50Hz電化区間で使用されることから、電動車の種車は50Hz・60Hz両用のモハネ583形・モハネ582形とした。419系同様に寒冷地で運用されることから、客用扉の半自動化や車内暖房器の増設、車内ロングシートの扉隣接部に防風板を設置、先頭台車へのスノープラウ取り付け、耐雪ブレーキの取り付けなどの防寒・防雪対策を施工したため1000番台に区分された。また増設運転台の空気笛（タイフォン）が0番台の床下から前照灯横へ搭載位置変更、中・上段寝台用小窓が当初から埋め込みなどの設計変更が行われた。
0番台と異なりクハ714形は存在しない。4両編成x15本計60両が改造され仙台運転所（現・仙台車両センター）に配置された。塗装は0番台同様クリーム1号地に緑14号帯としたが、前面塗分けが異なる。後に仙台配置の455・457系がこの塗色を採用した際、地色はより白みがかったクリーム10号に変更。その後は本系列の地色もクリーム10号に変更された。
分割民営化時には日本国有鉄道が保有していた60両全車がそのまま東日本旅客鉄道（JR東日本）に承継された。
モハ715・714形1000番台
モハネ583・582形改造の中間電動車。

クハ715形1000番台
クハネ581形改造の上り方（黒磯方）制御車。

クハ715形1100番台
サハネ581形改造の下り方（一ノ関方）制御車。
| モハネ583 モハネ582 | 17   | 20   | 21   | 33   | 34   | 35   | 37   | 39   | 43   | 48   | 52   | 67   | 77   | 86   | 90   |
| モハ715 モハ714     | 1001 | 1002 | 1003 | 1004 | 1005 | 1006 | 1007 | 1008 | 1009 | 1010 | 1011 | 1012 | 1013 | 1014 | 1015 |
| 改造施工            | 小倉 | 土崎 | 小倉 | 小倉 | 土崎 | 土崎 | 郡山 | 小倉 | 土崎 | 郡山 | 土崎 | 小倉 | 土崎 | 郡山 | 土崎 |
| クハネ 581          | 31   | 40   | 39   | 9    | 34   | 41   | 16   | 19   | 38   | 20   | 14   | 10   | 23   | 18   | 26   |
| クハ715 1000番台    | 1001 | 1002 | 1003 | 1004 | 1005 | 1006 | 1007 | 1008 | 1009 | 1010 | 1011 | 1012 | 1013 | 1014 | 1015 |
| 改造施工            | 小倉 | 小倉 | 土崎 | 郡山 | 土崎 | 土崎 | 郡山 | 郡山 | 土崎 | 小倉 | 小倉 | 小倉 | 土崎 | 土崎 | 土崎 |
| サハネ 581          | 39   | 42   | 41   | 30   | 21   | 26   | 24   | 3    | 29   | 40   | 33   | 44   | 43   | 5    | 7    |
| クハ715 1100番台    | 1101 | 1102 | 1103 | 1104 | 1105 | 1106 | 1107 | 1108 | 1109 | 1110 | 1111 | 1112 | 1113 | 1114 | 1115 |
| 改造施工            | 小倉 | 郡山 | 小倉 | 土崎 | 土崎 | 土崎 | 郡山 | 小倉 | 土崎 | 郡山 | 土崎 | 小倉 | 土崎 | 土崎 | 小倉 |

### 419系

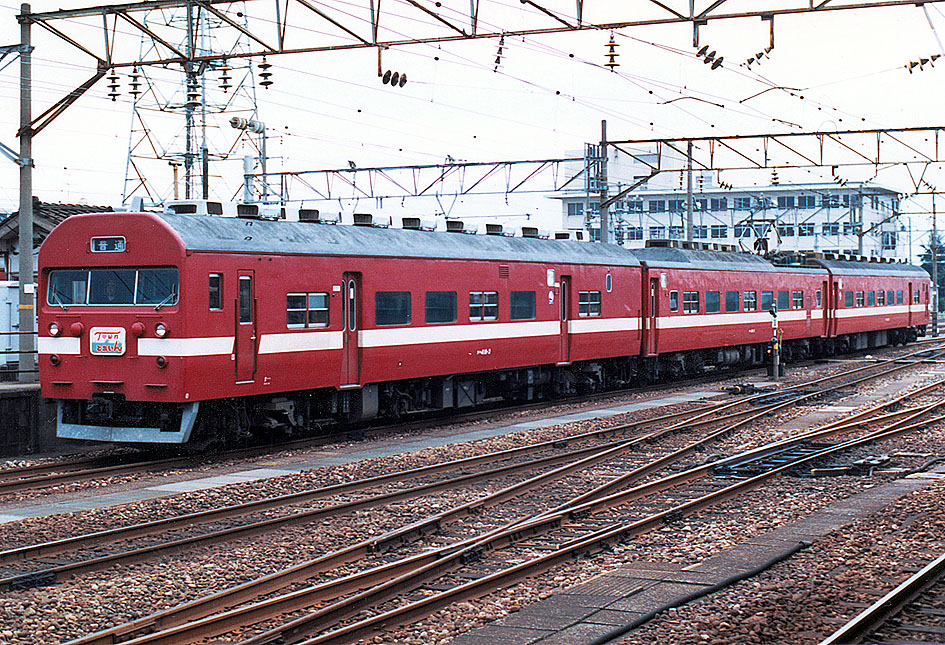
登場時の419系

715系1000番台の登場と同じ1985年3月ダイヤ改正で、北陸本線金沢・富山都市圏へ電車型ダイヤを導入することとなり、小倉・松任・盛岡の各工場で15本計45両が改造により落成した。
基本仕様は715系を踏襲する一方で、後述する715系1000番台同様に寒冷地で運用されることから、耐寒耐雪改造を実施している。また運用形態に合わせて3両編成となり、下り方（直江津方）先頭車は制御電動車（クモハ419形）とした点が715系との相違点である。
北陸本線は交流区間のほか滋賀・新潟県内で直流電化区間を有していたことから、種車と同じく交流直流両用とされた。
車内保温のため、客用扉の半自動扱い機能を追加した。冬季の雪の侵入対策として、MGおよび主電動機冷却風取入口を夏季（車外から取り入れ）・冬季（車内から取り入れ）切り換え機能を備えている。先頭台車へのスノープラウ取り付け、耐雪ブレーキの取り付け、車内暖房器の増設、床下機器の雪害対策などが実施されている。
改造当初の塗色は、赤2号にクリーム10号の帯を入れた「旧北陸色」とされた。本塗装は、北陸本線のローカル列車に用いられる475系や413系にも採用された。
|           |           |             |
| クハ419形 | モハ418形 | クモハ419形 |

登場時の塗色（赤2号+クリーム色10号帯）による419系側面図。3両編成化したため先頭車の1両（図中右）は制御電動車。
クモハ419・モハ418形
モハネ583・582形改造の電動車ユニット。
クモハ419形は直江津方制御電動車。
種車の前位側に運転台を新設し、主電動機冷却用の空気取り入れルーバを運転台助士席直後側面に設置する。

クハ419形
クハネ581形改造の米原方制御車。
3は前面の空気笛（タイフォン）耐雪カバーを装備せずスリットのまま廃車。

クハ418形
サハネ581形改造の米原方制御車。
種車の後位側に運転台が取り付けられており、出入り口は2箇所とも新設されている。
| モハネ583 モハネ582 | 9    | 36   | 41   | 42   | 54   | 55   | 69   | 72   | 76   | 22   | 32   | 40   | 44   | 49   | 51   |
| クモハ419 モハ418   | 1    | 2    | 3    | 4    | 5    | 6    | 7    | 8    | 9    | 10   | 11   | 12   | 13   | 14   | 15   |
| 改造施工            | 小倉 | 小倉 | 盛岡 | 盛岡 | 小倉 | 松任 | 小倉 | 小倉 | 松任 | 松任 | 松任 | 小倉 | 小倉 | 松任 | 小倉 |
| サハネ 581          | 51   | 28   | 34   | 18   | 35   | 9    | 45   | 12   | 22   |      |      |      |      |      |      |
| クハ 418            | 1    | 2    | 3    | 4    | 5    | 6    | 7    | 8    | 9    |      |      |      |      |      |      |
| 改造施工            | 盛岡 | 小倉 | 松任 | 小倉 | 松任 | 松任 | 小倉 | 盛岡 | 松任 |      |      |      |      |      |      |
| クハネ 581          |      |      |      |      |      |      |      |      |      | 13   | 12   | 27   | 15   | 21   | 11   |
| クハ 419            |      |      |      |      |      |      |      |      |      | 1    | 2    | 3    | 4    | 5    | 6    |
| 改造施工            |      |      |      |      |      |      |      |      |      | 松任 | 小倉 | 小倉 | 小倉 | 小倉 | 小倉 |

## 改造工事
419系・715系として運用を開始してからの改造工事を記載する。

### 715系0番台の改造
1986年（昭和61年）から1990年（平成2年）にかけて、車体側面上部に残されていた583系時代の寝台使用時明り取り用小窓が、水の浸入を防ぐなどの理由で埋込工事が施工された。さらに同時期に塗装もクリーム10号に青23号帯の「九州色」に変更された。
また車体の腐食防止という観点から以下の工事が一部車両に施工された。
- 側面行先表示器撤去。
- クハ715形0番台前面貫通扉埋込[注 11]。
- 閉鎖されたトイレの窓埋込。

### 715系1000番台の改造
715系1000番台はJR東日本への承継後に一部車両へ特別保全工事を施工。屋根の補修・寝台舟完全撤去・横引カーテンへ変更など改造された。このため末期には工事施工車と未施工車が混在する編成も存在した。

### 419系の改造

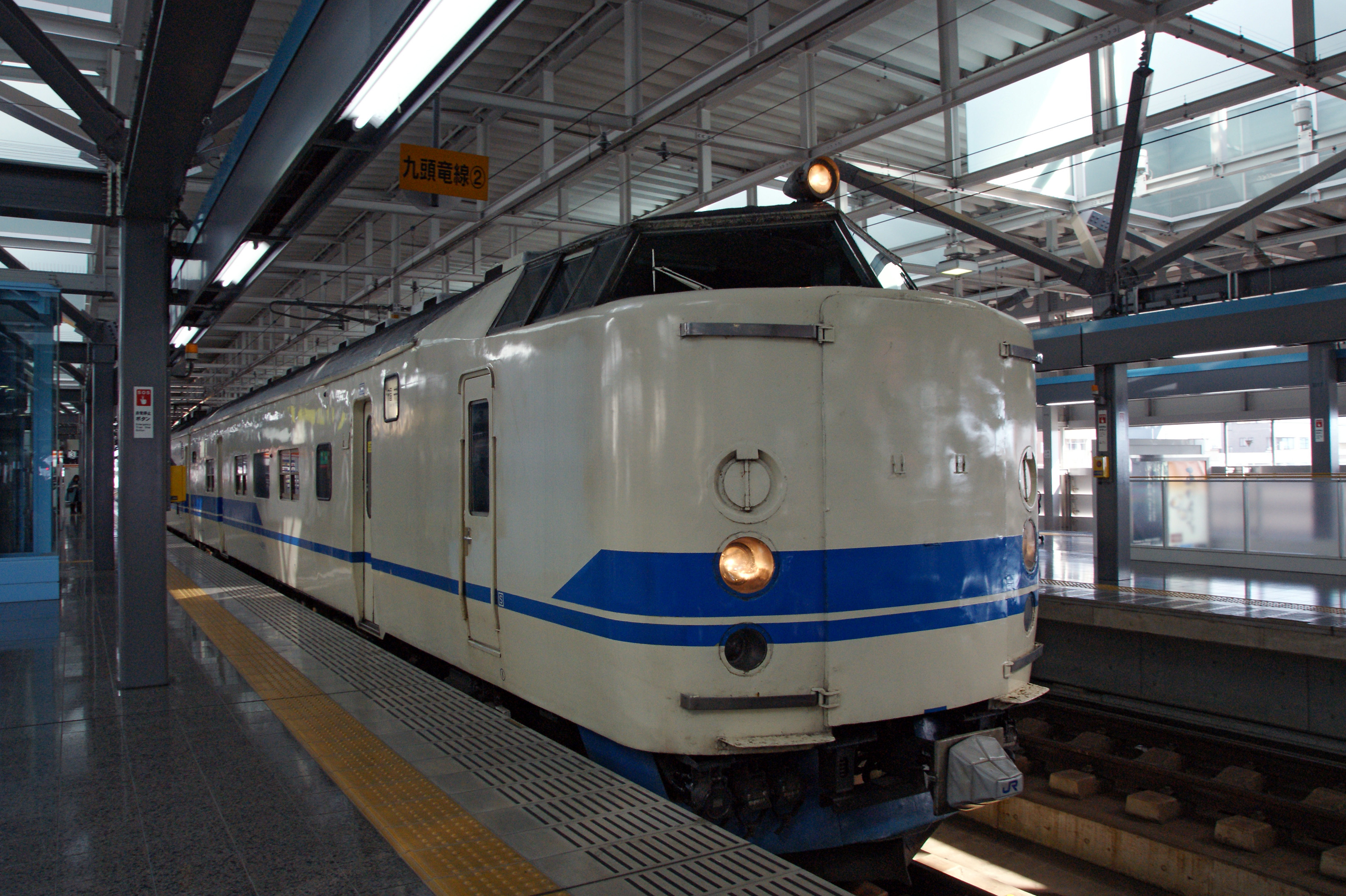
クハ419 前面貫通扉・種別幕閉鎖工事施工車

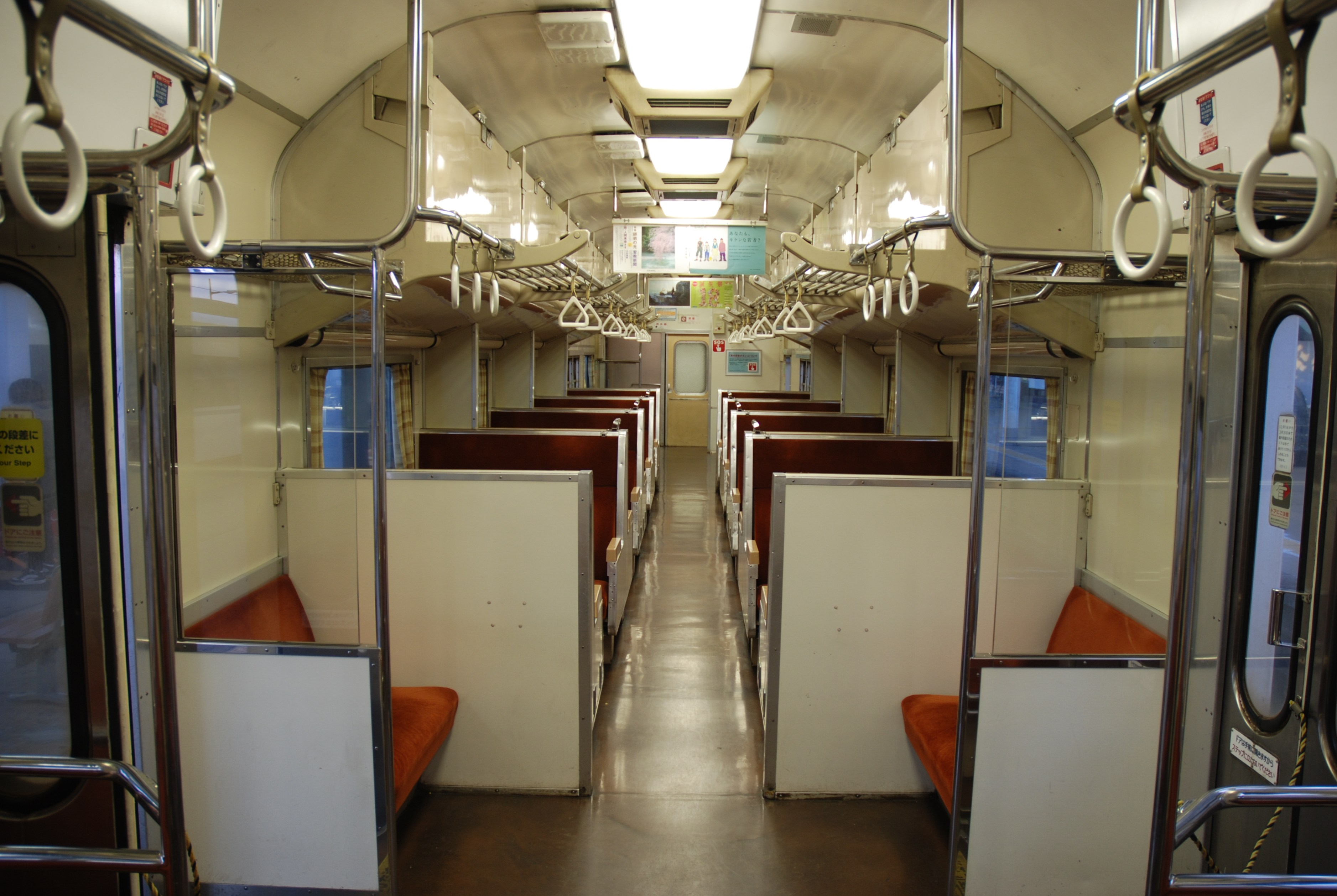
延命N工事施行後の車内

419系は全車に延命N工事を施工。座席モケットや化粧板・ガラス支持用Hゴムの交換・ブラインドの横引カーテンへの変更・吊手の増設などが行われ、一部車両では洗面台が完全撤去された。2005年（平成17年）からはクハ419形の前面貫通扉・種別幕を閉鎖する工事も開始された。
1988年（昭和63年）から1991年（平成3年）にかけオイスターホワイトにライトコバルトブルーの帯を入れた「新北陸色」に変更された。同様の塗装変更は北陸ローカル用の475系列、413系でも行われている。
1995年（平成7年）には七尾線の架線積雪対策として、モハ418-15に第2パンタグラフを搭載し早朝の上り1本で運用に投入されたが、1996年（平成8年）の転属に伴い撤去。ただし台座はそのまま残存する。

## 運用

### 東北地区
715系1000番台が東北本線黒磯 - 一ノ関間のほか、1991年（平成3年）までは仙山線仙台 - 愛子間・奥羽本線福島 - 庭坂間でも運用された。
1995年（平成7年）から701系への置換えが開始され、1998年（平成10年）3月のダイヤ改正をもって定期運用を離脱した。同年3月22日にはさよなら運転を実施し、その後4月22日に団体輸送に使用されたのを最後に旅客運用を終了した。その後、1998年8月11日に最後の編成が廃車となり完全消滅した。

### 北陸地区
419系は当初は全車金沢運転所（現・金沢総合車両所）に配置。分割民営化時には西日本旅客鉄道（JR西日本）に承継された。北陸本線全域のほか1991年（平成3年）から2006年（平成18年）までは湖西線近江今津以北の区間でも運用されたが、幅が狭い客用扉などの問題から次第に福井以西もしくは富山以東の閑散区間運用が主になった。1996年（平成8年）3月には新設の福井地域鉄道部（現・敦賀地域鉄道部敦賀運転センター車両管理室）に転出。
登場時、クモハ419形・クハ418形の前面に長方形の「TOWNとれいん」マークを掲出していた(クハ419形はクハネ581形時代の列車愛称表示器を活かして「普通」と表示していた)。JR西日本発足後の1987年（昭和62年）秋頃、五角形のマークに交換された(表記も「TOWNトレイン」となる)。クハ419形は遅れて1990年（平成2年）頃、元の表示を覆う感じで五角形のマークが付けられたが、2001年（平成13年）7月頃掲出が中止された。なお、マーク自体は2003年（平成15年）3月の小浜線電化記念など、各種イベントの告知に使用された。
老朽化が顕著になったことから、2006年（平成18年）の富山港線経営分離・敦賀以南の直流化および521系の投入によって、前述工事未施工車を含む編成から廃車が開始された。
2010年（平成22年） 時点では北陸本線敦賀 - 直江津間の普通列車で運用されていたが、2011年（平成23年）3月12日ダイヤ改正により定期運用を終了した。この前日は東北地方太平洋沖地震の本震が発生した日であり、北陸本線でも列車の運行を一時中断したものの、その日に運用されていた419系は最終的には運転を再開して終着駅にたどり着いた。
なお、本系列の廃車発生部品は京都総合運転所（現・吹田総合車両所京都支所）所属の583系に使用されたほか、一部は富山地方鉄道が購入、同社の10030形電車に使用されている。
2012年(平成24年)4月時点ではD01編成(クモハ419-1,モハ418-1,クハ418-1)が保留車として車籍を有していたが、同年9月29日付で廃車・廃系列となった。解体は同日から30日にかけて富山県高岡市伏木の日本総合リサイクルで実施されることからトレーラーで陸路搬送され、搬入直後にクモハ419-1,モハ418-1の解体が行われた。クハ418-1のみが構内屋外に9年あまり置かれていたが、2021年11月中旬頃に解体された。

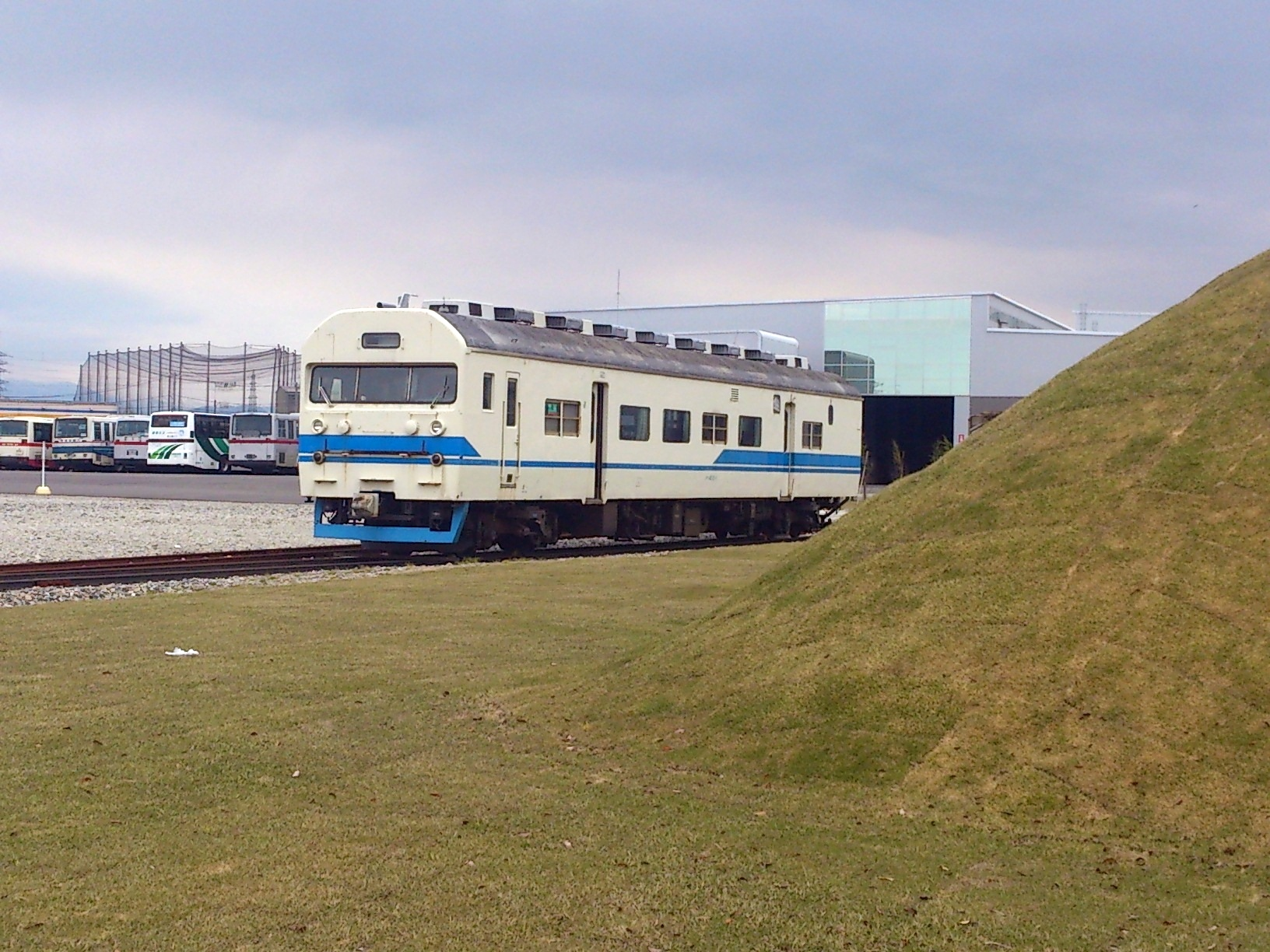
日本総合リサイクルに搬入されたクハ418-1

### 九州地区

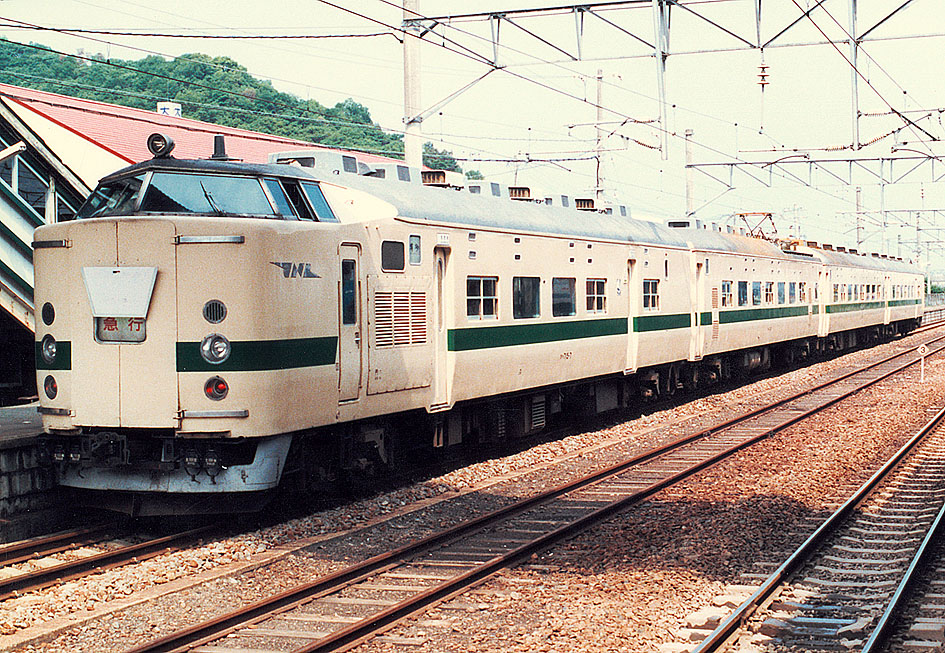
臨時急行「ホリデー佐世保」
1987年 肥前山口

715系0番台は1987年（昭和62年）の国鉄分割民営化時には48両全車が九州旅客鉄道（JR九州）に承継された。基本的に配置や運用の変化はなかったが、繁忙期には臨時急行「ホリデー佐世保」（博多駅 - 佐世保駅間）などに投入されたこともあった。
当初予定されていた長崎本線・佐世保線の他に鹿児島本線福間 - 八代間でも運用されたが、各車2扉の狭幅折戸でラッシュ時に対応できないこともあり徐々に運行数を減らし、営業運転からの離脱直前は回送で南福岡区に出入庫するのみとなった。荒木 - 鳥栖 - 長崎間の直通普通列車も運転されていたが、1996年（平成8年）から813系電車に置換えられ、1998年（平成10年）3月26日の長崎本線885Mに充当された第9編成を最後に定期運用を離脱し、1998年8月7日付で最後の7編成が廃車となり、後述のクハ715-1を除き全車解体された。

## 保存車

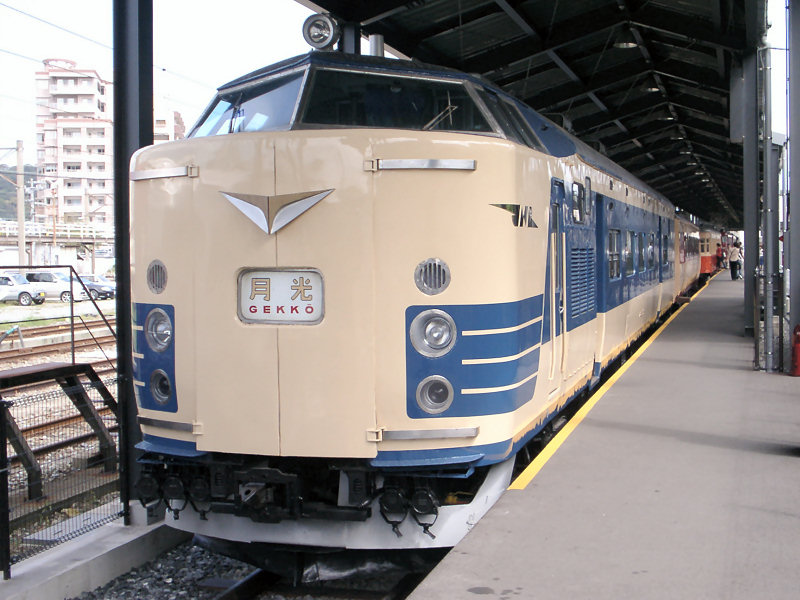
クハネ581-8として保存されるクハ715-1

クハ715-1
廃車後も解体されずにJR九州小倉工場に留置され、2000年（平成12年）に種車のクハネ581-8に可能な限り近づける形で整備され、2003年（平成15年）8月9日より北九州市の九州鉄道記念館に移されて静態保存された。
復元工事内容は、塗装を特急時代のクリーム1号+青15号に塗替・車両番号表記の復元・側面の中・上段寝台用明り取り窓と特急エンブレムの再設置。一方、増設扉・セミクロスシート・開閉窓・中吊広告枠は715系時代のままである。